# Freiherr-vom-Stein-Allee 12 (Weimar)

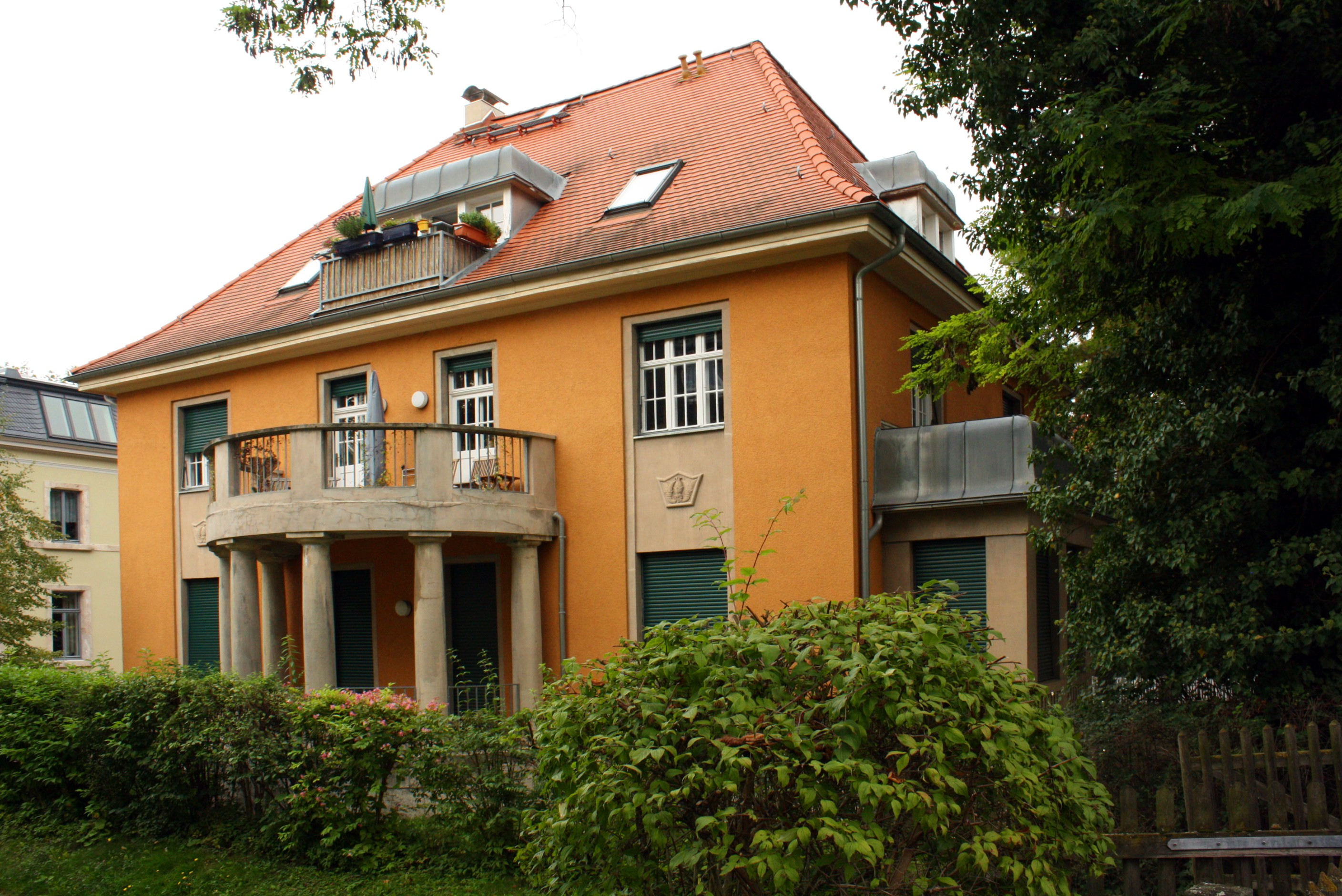
Freiherr-vom-Stein-Allee 12

Die Freiherr-vom-Stein-Allee 12 in der Südstadt von Weimar ist eine Villa im Art-déco-Stil, die im Jahr 1926 an den Fabrikanten Carl Sorge veräußert wurde. 
Äußerlich sticht der auf Säulen ruhende halbrunde Balkon hervor, der allerdings zur Hofseite ausgerichtet ist. Auch über dem Eingang befindet sich ein auf Säulen ruhender Balkon. Bemerkenswert ist auch das Holzgeländer im Treppenhaus. Die Villa entstand 1923/24 nach dem Entwurf von Paul Bräunlich. Bauherr war der Fabrikant Arthur Gläser. Das Monogramm für Carl Sorge "CS" befindet sich am Balkongitter.
Die Villa gehörte bis in die 1960er Jahre der Familie Sorge, die im Erdgeschoss wohnte. Sie kam schließlich in den Besitz einer Erbengemeinschaft, die sie nach der Wende veräußerte. Sie war außerdem Wohnsitz von Leiva Petersen (1912–1992), die 1939 in den Verlag Hermann Böhlaus Nachfolger eintrat und diesen von 1941 bis 1984 leitete. Sie bewohnte anderthalb Zimmer im ersten Stock.
Das Gebäude dient heute als Galerie Thurm mit wechselnden Ausstellungen und als Atelier.
Es gehört unter dem Namen „Villa Sorge“ als Einzeldenkmal zum Denkmalensemble Südliche Stadterweiterung.